# Siergiej Aganow
Siergiej Christoforowicz Aganow (ros. Серге́й Христофо́рович Ага́нов, ur. 22 maja?/4 czerwca 1917 w Astrachaniu, zm. 1 lutego 1996 w Moskwie) – radziecki dowódca wojskowy, marszałek wojsk inżynieryjnych (1980).

## Życiorys
Po ukończeniu szkoły średniej pracował w elektrokombinacie w Moskwie, gdzie był brygadzistą zespołu montażowego. Od 1938 w Armii Czerwonej, 1940 ukończył Moskiewską Szkołę Wojskowo-Inżynieryjną, brał udział w wojnie z Finlandią jako dowódca plutonu saperów, od marca 1940 dowódca kompanii saperów, później komendant szkoły młodszych dowódców saperów brygady Leningradzkiego Okręgu Wojskowego. 
Od czerwca 1941 na frontach II wojny światowej, od października 1941 starszy adiutant (odpowiednik szefa sztabu), od lutego 1942 zastępca dowódcy batalionu motoinżynieryjnego, od kwietnia 1942 zastępca szefa sztabu wojsk inżynieryjnych 54 Armii. Walczył na Froncie Wołchowskim i Froncie Leningradzkim. W listopadzie 1942 wycofany z frontu do dalszej służby w sztabie Wojsk Inżynieryjnych Armii Czerwonej, zastępca szefa wydziału operacyjnego. Członek grupy przedstawicieli Stawki Najwyższego Naczelnego Dowództwa, zajmował się organizowaniem inżynieryjnego ubezpieczenia operacji na Froncie Południowo-Zachodnim, Froncie Briańskim, Woroneskim, 3 Białoruskim i 2 Bałtyckim. 
Od 1942 w WKP(b). Po wojnie starszy oficer wydziału w sztabie Wojsk Inżynieryjnych Armii Radzieckiej, 1950 ukończył Akademię Wojskową im. Frunzego w Moskwie, od 1951 zastępca szefa, a od 1952 szef wydziału sztabu Wojsk Inżynieryjnych Armii Radzieckiej. 1955 ukończył Wyższą Akademię Wojskową im. Woroszyłowa, po czym został szefem Wojsk Inżynieryjnych 8 Gwardyjskiej Armii w Grupie Wojsk Radzieckich w Niemczech. 
Od 1960 starszy wykładowca, a od 1963 zastępca kierownika wydziału w Wojskowej Akademii Sztabu Generalnego. Od stycznia 1967 szef Wojsk Inżynieryjnych Grupy Wojsk Radzieckich w Niemczech, od stycznia 1970 zastępca szefa Wojsk Inżynieryjnych Ministerstwa Obrony ZSRR, od kwietnia 1974 komendant Wojskowej Akademii Inżynieryjnej im. Kujbyszewa, od 1975 szef Wojsk Inżynieryjnych Ministerstwa Obrony ZSRR. Zwracał dużą uwagę na poprawę struktury organizacyjnej wojsk inżynieryjnych i ich wyposażenia, opracowanie efektywnych sposobów inżynieryjnego wsparcia działań wojskowych i szkolenie kadr inżynierskich. Wniósł wielki wkład w organizację i realizację działań mających na celu usuwanie skutków katastrofy w Czarnobylu 1986. Od 7 maja 1980 marszałek wojsk inżynieryjnych. Od lutego 1987 w Grupie Generalnych Inspektorów Ministerstwa Obrony ZSRR. 
Od 1992 na emeryturze. Zmarł w 1996.

## Odznaczenia i nagrody
- Order Lenina
- Order Czerwonego Sztandaru
- Order Kutuzowa I klasy
- Order Wojny Ojczyźnianej I klasy
- Order Wojny Ojczyźnianej II klasy
- Order „Za służbę Ojczyźnie w Siłach Zbrojnych ZSRR” III klasy
- Medal „Za Odwagę”
- Medal „Za zasługi bojowe”
- Medal 100-lecia urodzin Lenina
- Medal „Za obronę Leningradu”
- Medal „Za zwycięstwo nad Niemcami w Wielkiej Wojnie Ojczyźnianej 1941–1945”
- Medal jubileuszowy „Dwudziestolecia zwycięstwa w Wielkiej Wojnie Ojczyźnianej 1941–1945”
- Medal jubileuszowy „Trzydziestolecia zwycięstwa w Wielkiej Wojnie Ojczyźnianej 1941–1945”
- Medal „Za zwycięstwo nad Japonią”
- Medal jubileuszowy „30 lat Armii Radzieckiej i Floty”
- Medal jubileuszowy „40 lat Sił Zbrojnych ZSRR”
- Medal jubileuszowy „50 lat Sił Zbrojnych ZSRR”
- Medal 800-lecia Moskwy
- Medal 250-lecia Leningradu
- Nagroda Państwowa ZSRR (1981)

I odznaczenia zagraniczne.